# Satkinskij rajon
Il Satkinskij rajon (in russo Саткинский район?) è un rajon dell'oblast' di Čeljabinsk, nella Siberia occidentale. Il suo capoluogo è Satka.